# قانون لابلاس
ينص قانون لابلاس على أن هناك علاقة في الديناميكا الحرارية تربط بين الضغط والحجم، الحرارة والحجم أو الحرارة والضغط وذلك فيما يتعلق بالغاز المثالي خصوصا عند العمليات متساوية الاعتلاج، العمليات الكظومة والعمليات غير العكوسة.

## المفهوم الرياضي

### بصفة عامة
عند مرحلة تحول غاز مثالي معين، يٌمكن الحصول على العلاقات التالية:
{\displaystyle PV^{\gamma }=C_{1}}
{\displaystyle TV^{\gamma -1}=C_{2}}
{\displaystyle T^{\gamma }P^{1-\gamma }=C_{3}=C_{1}^{1-\gamma }C_{2}^{\gamma }}
مع:
- P: ضغط الغاز
- V: الحجم الذي يشغله الغاز
- T: حرارة الغاز
- {\displaystyle \gamma } : معامل لابلاس للغازات المثالية (بدون وحدة)، وبالتالي:
  - {\displaystyle \gamma ={\frac {C_{P}}{C_{V}}}} خارج قسمة السعة الحرارية {\displaystyle C_{P}} (ضغط ثابث) على {\displaystyle C_{V}} (حجم ثابت).
  - {\displaystyle \gamma ={\frac {{\bar {C}}_{P}}{{\bar {C}}_{V}}}} خارج قسمة السعات الحرارية المولية
  - {\displaystyle \gamma ={\frac {c_{P}}{c_{V}}}} خارج قسمة السعات الحرارية الكتلية
- C₁، C₂ و C₃ هم ثوابت، حيث أن نسبتهم تتغير حسب نوعية الغاز المثالي المدروس، وكذلك حسب الشروط البدئية، الضغط؛ الحرارة والحجم

(T₀)

### الشروط
تطبيق قوانين أو قواعد لابلاس صالحة فقط عند:
- الغازات المثالية أو خلط الغازات المثالية
- افتراض أن {\displaystyle \gamma } لا تتأثر أو تتغير باختلاف درجة الحراراة
- العميليات متساوية الاعتلاج

## البرهنة على قانون لابلاس
ينص القانون الأول للديناميكا الحرارية على:
وفي حالة النظام الترمودينامكي فإن الطاقة الداخلية فقط هي التي تتغير حيث:
{\displaystyle \mathrm {d} U=\delta W+\delta Q}
إذن فالشغل الميكانيكي {\displaystyle \delta W} يساوي ضرب مشتقة الحجم {\displaystyle \mathrm {d} V} في الضغط الداخلي {\displaystyle P} المطبق أثناء هذا التغير الحجمي ومنه:
{\displaystyle \delta W=-P\,\mathrm {d} V}.
إذا كانت عملية التحول هذه كظومة، إذن ليس هناك أي تغير في الحرارة أي {\displaystyle \delta Q=0} وبناء عليه
{\displaystyle \mathrm {d} U=-P\,\mathrm {d} V}
مع افتراض أن المحتوى الحراري للنظام الآن هو {\displaystyle H=U+PV} في حين أن اشتقاقه هو
{\displaystyle \mathrm {d} H=\,\mathrm {d} U+P\,\mathrm {d} V+V\,\mathrm {d} P}
{\displaystyle \mathrm {d} H=-P\,\mathrm {d} V+P\,\mathrm {d} V+V\,\mathrm {d} P}
{\displaystyle \mathrm {d} H=V\,\mathrm {d} P}
إذا افترضنا أن هذا الغاز يتصرف كغاز مثالي، فإن الاشتقاق في كمية المادة تبقى ثابتة، مع العلم أن الطاقة الداخلية والمحتوى الحراري للنظام لا تتعلق إلا بالحرارة، أي أنها لا تتغير إلا بتغير في درجة الحرارة، إذن
{\displaystyle \mathrm {d} U=C_{V}\,\mathrm {d} T}
{\displaystyle \mathrm {d} H=C_{P}\,\mathrm {d} T}
مع أن {\displaystyle C_{V}} و{\displaystyle C_{P}} هم السعات الحرارية على التوالي لكل من الحجم والضعط الثابتين، في حين أن {\displaystyle T} هي الحرارة. وحدتي {\displaystyle C_{V}} و{\displaystyle C_{P}} هي الجول على الكلفن، وبالتالي فإن العلاقتين السابقتين تصبحا
{\displaystyle C_{P}\,\mathrm {d} T=V\,\mathrm {d} P}
{\displaystyle C_{V}\,\mathrm {d} T=-P\,\mathrm {d} V}
ومنه
{\displaystyle \mathrm {d} T={V \over C_{P}}\,\mathrm {d} P=-{P \over C_{V}}\,\mathrm {d} V}
{\displaystyle {C_{P} \over C_{V}}{\mathrm {d} V \over V}=-{\mathrm {d} P \over P}}
علما أن {\displaystyle \gamma } هو معامل لابلاس وهو في نفس الوقت خارج قسمة السعتين الحراريتين:
وعند الشروط البدئية (n مول من الغاز المثالي بالإضافة إلى m كتلته) تُصبح العلاقة
{\displaystyle C_{P}=n\,{\bar {C}}_{P}=m\,c_{P}}
{\displaystyle C_{V}=n\,{\bar {C}}_{V}=m\,c_{V}}
{\displaystyle \gamma ={C_{P} \over C_{V}}={n\,{\bar {C}}_{P} \over n\,{\bar {C}}_{V}}={{\bar {C}}_{P} \over {\bar {C}}_{V}}={m\,c_{P} \over m\,c_{V}}={c_{P} \over c_{V}}}
ومنه
{\displaystyle \gamma {\mathrm {d} V \over V}=-{\mathrm {d} P \over P}}
ثم نقوم باشتقاق هذه العلاقة بين مرحلتين {\displaystyle \left(P_{\circ },V_{\circ },T_{\circ }\right)} و{\displaystyle \left(P,V,T\right)}، علما أن كمية المادة (n) للغاز تبقى ثابتة
{\displaystyle {\frac {P_{\circ }V_{\circ }}{T_{\circ }}}={\frac {PV}{T}}=nR}
وعلى الرغم من تغير الحرارة، تُصبح العلاقة على الشكل التالي:
{\displaystyle \gamma \int _{V_{\circ }}^{V}{\mathrm {d} V \over V}=-\int _{P_{\circ }}^{P}{\mathrm {d} P \over P}}
{\displaystyle \gamma \ln \left({V \over V_{\circ }}\right)=-\ln \left({P \over P_{\circ }}\right)}
يعني أن:
وبالتعويض في المعادلة الأولى (1) نحصل على:
{\displaystyle P_{\circ }={nRT_{\circ } \over V_{\circ }}}
{\displaystyle P={nRT \over V}}
إذن:
ثم بالتعويض في المعادلة الأولى (1) مجددا نحصل على:
{\displaystyle V_{\circ }={nRT_{\circ } \over P_{\circ }}}
{\displaystyle V={nRT \over P}}
ومنه:
تطبيق عددي:
مع المعادلة الثالثة (3):
{\displaystyle \ln {\frac {T}{T_{\circ }}}=-{\frac {1-\gamma }{\gamma }}\cdot \ln {\frac {P}{P_{\circ }}}}
بالنسبة لغاز مثالي أحادي الذرة {\displaystyle \gamma ={\frac {5}{3}}} نحصل على
{\displaystyle \ln {\frac {T}{T_{\circ }}}={\frac {2}{5}}\cdot \ln {\frac {P}{P_{\circ }}}}
وبالنسبة لغاز مثالي ثنائي الذرة {\displaystyle \gamma ={\frac {7}{5}}} نحصل على
{\displaystyle \ln {\frac {T}{T_{\circ }}}={\frac {2}{7}}\cdot \ln {\frac {P}{P_{\circ }}}}

## دقة القانون

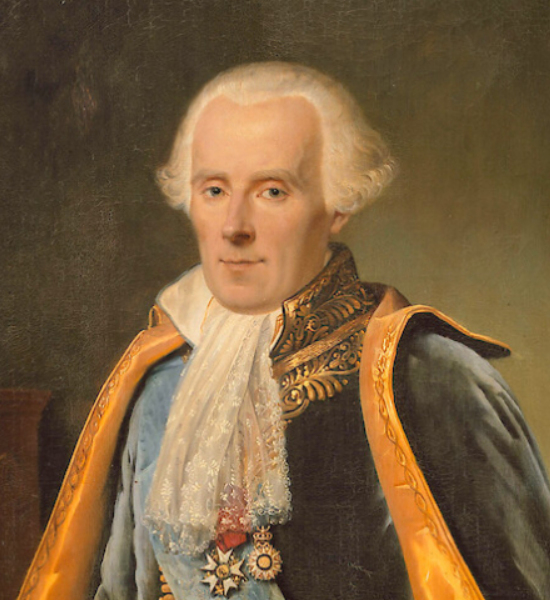
العالم والفلكي الفرنسي بيير سيمون لابلاس

في حالة ما تم تطبيق القانون بإحكام ودقة متناهية، فإن كل من السَعَة الحرارية المولية
{\displaystyle {\bar {C}}_{P}}
وكذلك
{\displaystyle {\bar {C}}_{V}}
و
{\displaystyle \gamma }
لهم علاقة وارتباط بتغير الحراراة، وبالتالي فإن قانون لابلاس لم يعد صالحا، أو بالأحرى لن يفدي إلى نتائج مضبوطة.
مع افتراض غاز مثالي أثناء تحول متساوي الاعتلاج،
فإذا كانت الشروط البدئية للتحول معروفة (كمية مادة الغاز المثالي بالإضافة إلى معرفة شرطين على الأقل من بين الشروط الثلاثة P₀ T₀ V)₀)، فإن معرفة شرط وحيد في الحالة النهائية (الضغط، الحرارة أو الحجم) كاف لتحديد باقي الشروط أو القياسات.
- يمكن تحديد الضغط النهائي P للتحول، من خلال تعبير الغازات المثالية أو تعبير خلط الغازات المثالية، حيث أنه وكمرحلة أولى يجب حساب الحرارة النهائية T وذلك من خلال العلاقة التالية:

{\displaystyle \Delta S=\int _{T_{\circ }}^{T}{\frac {C_{P}}{T}}\,\mathrm {d} T-nR\,\ln \!\left({\frac {P}{P_{\circ }}}\right)=n\int _{T_{\circ }}^{T}{\frac {{\bar {C}}_{P}}{T}}\,\mathrm {d} T-nR\,\ln \!\left({\frac {P}{P_{\circ }}}\right)=0}
معرفة الحرارة النهائية T ستُفضي بشكل مباشر لحساب الضغط النهائي P
وفي النهاية يُمكن حساب الحجم النهائي V من خلال العلاقة التالية:
{\displaystyle V={P_{\circ } \over P}{T \over T_{\circ }}V_{\circ }}
- يٌمكم تحديد الحجم النهائي V للتحول، من خلال تعبير الغازات المثالية، حيث أنه وكمرحلة أولى يجب حساب الحرارة النهائية T وذلك من خلال العلاقة التالية:

{\displaystyle \Delta S=\int _{T_{\circ }}^{T}{\frac {C_{V}}{T}}\,\mathrm {d} T+nR\,\ln \!\left({\frac {V}{V_{\circ }}}\right)=n\int _{T_{\circ }}^{T}{\frac {{\bar {C}}_{V}}{T}}\,\mathrm {d} T+nR\,\ln \!\left({\frac {V}{V_{\circ }}}\right)=0}
معرفة الحرارة النهائية T ستُفضي بشكل مباشر لحساب الضغط النهائي P
وفي النهاية يُمكن حساب الضغط النهائي P من خلال العلاقة التالية:
{\displaystyle P={V_{\circ } \over V}{T \over T_{\circ }}P_{\circ }}

## التطبيق في علم الأرصاد الجوية والطيران الشراعي
يتكون الهواء أساسا من الأزوت
{\displaystyle N_{2}}
و ثنائي الأكسجين
{\displaystyle O_{2}}
وفي الشروط العادية تكون
{\displaystyle \gamma } = 7/5
وعند استخراج الكتل الحرارية لهذان الغازان من جدول نيست (بالفرنسية: Table Nist)‏، نحصل على 1000 هيكتوباسكال و
T= 290K
ومنه:
- {\displaystyle {\bar {C}}_{P,m}} = 1,0٬413 kJ/(g.K)
- {\displaystyle {\bar {C}}_{V,m}} = 0,74٬303 kJ/(g.K).

وبالتالي فإن: {\displaystyle \gamma } = 1,40142 {\displaystyle \approx {\frac {7}{5}}}
إذن يمكن تطبيق قانون لابلاس بشكل جيد ودقيق في علم الأرصاد الجوية، وبالتالي يُمكن حساب المقدار الحراري والذي يساوي
9.78k/km.
هذا الرقم مهم للغاية، حيث يمكن في غالب الأحيان من معرفة استقرار الجو من عدمه؛ مما يعطي نظرة عن تشكل العواصف الرعدية أم لا، ويساعد ربان الطائرات الشرعية في اختيار الوقت المناسب للإقلاع.